# 张光前 (1894年)
张光前（1894年—1969年），家名谦元，原名张光，字自谦，号尊我，广东梅县（今广东省梅州市梅江区）人，中华民国军事人物，先后毕业于保定陆军军官学校和南京陆军大学，曾在广东、福建等地担任军职，先后参加抗日战争、第二次国共内战，1948年5月被中国人民解放军俘虏后投诚，1951年因历史原因被捕入狱，1969年获释后在回乡途中去世。

## 生平

### 早年
张光前出生于一个归国的马来西亚华侨的家庭，是家中的第三子，父亲在梅县宋公坑务农。自光绪三十二年（1906年）起，张光前在家乡的三乡公学和春华学校学习，民国2年（1913年）小学毕业后升入梅州中学就读。中学毕业后的民国4年（1915年），张光前在他在广州成为國民革命軍中将、总部参议的大哥张文的资助下前往上海学习，并在4年后转入保定军官学校预科班就读。民国10年（1921年），张光前成功考入保定军官学校的学生班，主攻炮科，并在学习中结识了陳誠、罗卓英、张简孙等人。

### 军校经历
民国12年（1923年）8月，张光前自保定军官学校毕业，回到广东参加粤军，在第一师先后任排长、連附和上尉副官等职。民国14年（1925年）秋，张光前到潮州，担任黄埔军校潮州分校炮科战术教官（少校军衔），民国16年（1927年）转任國民革命軍第四軍炮兵大队长、南京中央军官训练团教官（中校军衔），同年进入陸軍大學深造，并于民国20年（1931年）10月毕业。毕业后，张光前回到广东。

### 军事生涯
回到广东的张光前先后担任了广东军事政治学校炮科主任教官，以及广东第一集团军总司令部炮兵指挥所的副主任、主任。抗日战争爆发后，张光前调任国民革命军第12集团军第62军第157师的副参谋长兼作战科科长，驻防在龙溪县（今漳州市市区），民国28年（1939年）先后转任广东省军管区司令部征募处处长、惠龙师管区司令直至民国34年（1945年）。
抗日战争结束后，张光前任广东省军管区司令部军训督导员，民国37年（1948年）2月初，调任闽粤赣边区剿共总指挥部顾问（高级参议）:1101，与中国人民解放军闽粤赣边纵队粤东支队对抗。5月，张光前试图策反粤东支队中与他有宗亲关系的独二大队队长张其耀，但张其耀随即将该情报汇报给其所在的党委，党委遂要求张其耀假意同意，要求张光前单独与他会面，在到达指定地点后，粤东支队在二人会面时将张光前俘获:1103。被俘后，张光前向中国人民解放军投降。

### 晚年
向中国共产党投诚后，张光前先后被委任为中共兴梅地委通讯班军事训练员、粤东支队军事教练员、参谋组主任、闽粤赣边纵队司令部参谋、干部训练班教员、兴梅专区支前委员会军事组副组长和兴梅专区临时行政公署建设科副科长等职务。
1951年5月，张光前因历史问题被逮捕，在狱中服刑18年。1969年刑满释放后，张光前在回乡途中去世，享年75岁。

## 身后
1987年，梅州市中级人民法院裁定1951年对张光前的判决为错判，为张光前恢复“起义投诚人员”的名誉。

## 家庭
张光前有两位兄长和三位弟弟，父亲张镜清，又名张喜郎，是马来西亚归国华侨，回国后因生意失败返乡务农。大哥张文（家名芹元）曾是国民革命军中将，中华人民共和国成立后以民主党派人士的身份任广东省人民政府副主席，二哥张麟元生子后早逝，四弟张权元在北平读书时早逝，五弟张均元在老家帮父母务农，六弟张孤梅（家名琪元）是中国人民解放军开国大校，转业到地方后曾主持福建师范学院、福州大学的校务工作，1969年在文革中受迫害去世。